# Cushing (Oklahoma)
Cushing is een plaats (city) in de Amerikaanse staat Oklahoma, en valt bestuurlijk gezien onder Payne County.

## Demografie
Bij de volkstelling in 2000 werd het aantal inwoners vastgesteld op 8371.
In 2006 is het aantal inwoners door het United States Census Bureau geschat op 8456, een stijging van 85 (1,0%).

## Geografie
Volgens het United States Census Bureau beslaat de plaats een oppervlakte van
19,8 km², geheel bestaande uit land. Cushing ligt op ongeveer 285 m boven zeeniveau.

## Economie
De plaats is een belangrijk knooppunt voor oliestromen binnen de Verenigde Staten. Diverse pijplijnen voeren de olie aan vanuit de productiegebieden, waaronder Texas en Louisiana, in het zuiden. In grote olietanks wordt de olie tijdelijk opgeslagen en via andere pijplijnen naar raffinaderijen getransporteerd in het noordoosten van het land waar veel olie wordt geconsumeerd. Het vergelijkbare knooppunt voor aardgas ligt in Erath in Louisiana. 

## Plaatsen in de nabije omgeving
De onderstaande figuur toont nabijgelegen plaatsen in een straal van 20 km rond Cushing.